# 堀川運河 (宮崎県)

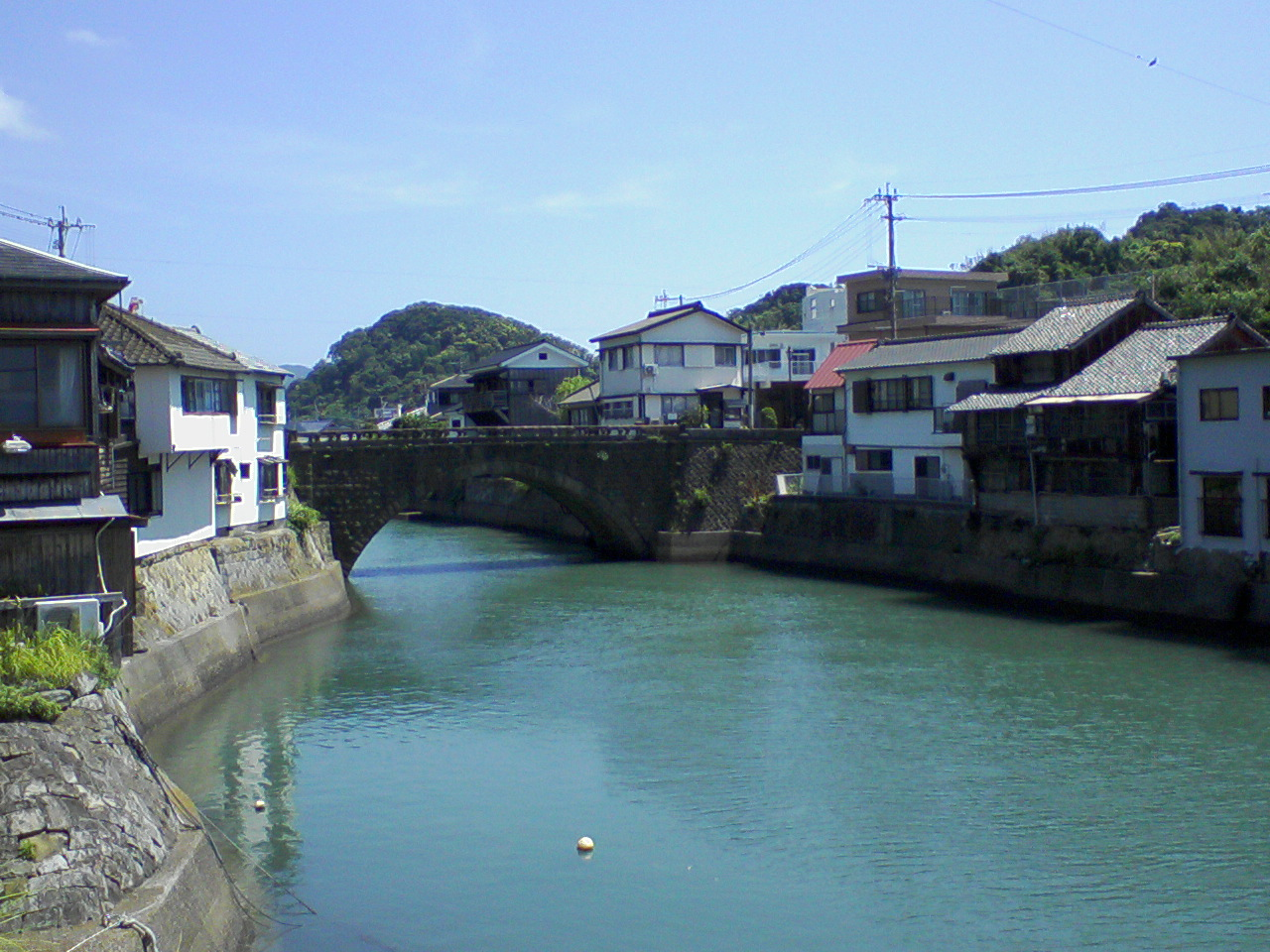
堀川運河と堀川橋（上流方面を撮影）

堀川運河（ほりかわうんが）は、宮崎県日南市の広渡川と油津港とを結ぶ全長984m、幅約30mの運河。江戸時代初期に木材を運搬するために開削された。

## 歴史
江戸時代初期、日本国内の政局が安定し建物の建築が盛んとなり木材の需要が高まる中、伊東氏飫肥藩は良質な杉材である飫肥杉を日本各地に供給していた。領内の山中で伐採された木材は広渡川を下って河口まで運搬され、河口から集散地である油津港までは大節鼻と呼ばれる岬を迂回し約5kmの距離を海上輸送しなければならなかった。また、油津港はしばしば台風に襲われるが、船を避難させる場所が少なく船数を増やすことが困難であった。
このような状況を改善するために当時の飫肥藩主伊東祐実が運河の掘削を命じ、1684年1月21日（天和3年12月5日）に着工した。地盤の固い場所もあり難工事であったが、1686年4月17日（貞享3年3月25日）に完成し、木材輸送路や船の避難場所として利用された。1903年（明治36年）に石造アーチ橋の堀川橋（国登録有形文化財登録）が架けられた。
1913年（大正2年）に飫肥〜油津間に県営鉄道（後の日南線）が開通し、水運が衰退するとともに次第に使われなくなり、1955年（昭和30年）頃から川底に汚泥が溜まったり、一部が埋め立てられるなど荒廃が進んだ。
1985年（昭和60年）頃から観光資源として注目されるようになり、堀川橋を含めた環境整備が進み、歴史的街並みで知られる観光名所となった。
1992年（平成4年）には堀川橋を舞台として映画「男はつらいよ 寅次郎の青春」の撮影が行われている。
2011年「堀川運河の歴史と伝統を活かしたまちづくり」で、平成23年度手づくり郷土賞受賞。